# Splendido isolamento
Viene definito splendido isolamento un periodo, nella seconda metà del XIX secolo, durante il quale la politica estera del Regno Unito venne improntata ad evitare qualunque coinvolgimento nei conflitti europei per dedicarsi allo sviluppo della potenza coloniale e commerciale dell'Impero.

## L'origine dell'espressione
L'espressione venne utilizzata da Lord Goschen, primo Lord dell’Ammiragliato, durante un discorso a Lewes, nel Sussex, del 26 febbraio 1896, durante il quale disse: "We have stood here alone in what is called isolation – our splendid isolation, as one of our colonial friends was good enough to call it."
Un'espressione del tutto simile venne utilizzata, circa un mese prima, anche in un discorso del Ministro delle finanze canadese George Eulas Foster al Parlamento del Canada quando questi disse: "In these somewhat troublesome days when the great Mother Empire stands splendidly isolated in Europe...".

## Contesto storico
Alla fine del 1800, i governi conservatori di Benjamin Disraeli e del marchese di Salisbury orientarono la politica estera britannica al fine di preservare l'equilibrio di potenza in Europa e, al tempo stesso, di proteggere gli interessi dell'Impero.
A seguito dell'unificazione della Germania nel 1871 e dell'ascesa tedesca in campo economico industriale e militare, molti esponenti politici britannici, in particolare Joseph Chamberlain, iniziarono a mettere in discussione l'opportunità di continuare ad evitare d'impegnarsi in alleanze formali.

## La fine dello splendido isolamento
La firma dell'alleanza anglo-giapponese del 1902 pone definitivamente fine alla fase dello splendido isolamento.
La Gran Bretagna iniziò a “normalizzare” le proprie relazioni con gli altri Stati europei e, con la firma dell'Entente cordiale e dell'Accordo anglo-russo per l'Asia rispettivamente del 1904 e del 1907, gettò le basi per la creazione della Triplice intesa.